# Roodrugmiersluiper
De roodrugmiersluiper (Formicivora erythronotos) is een zangvogel uit de familie Thamnophilidae (miervogels). Het is een bedreigde, endemische vogelsoort in Brazilië. De vogel werd in 1852 geldig beschreven door Gustav Hartlaub.

## Kenmerken
De vogel is 11,5 cm lang. Het mannetje heeft een roodbruine mantel en donker leigrijze vleugels met drie smalle vleugelstrepen. Van onder is het mannetje donkergrijs. Het vrouwtje is van onder lichtbruin. De snavel is spits, dun en donker.

## Verspreiding en leefgebied
Deze soort is endemisch in zuidoostelijk Brazilië. De leefgebieden liggen in een smalle strook langs de kusten van de regio Baía da Ilha Grande in de deelstaat Rio de Janeiro. De leefgebieden zijn moerasbossen die liggen in de buurt van mangrovebossen langs de kust. De vogel werd daar pas in 1987 herontdekt in deze moerasbossen. Tijdens de 19de eeuw dacht men dat de vogel alleen voorkwam in het inmiddels verdwenen Atlantisch Woud in de regio Nova Friburgo en dat de vogel was uitgestorven.

## Status
De roodrugmiersluiper heeft een beperkt verspreidingsgebied en daardoor is de kans op uitsterven aanwezig. De grootte van de populatie is in 2022 door BirdLife International geschat op 50-8500 volwassen individuen en de populatie-aantallen nemen af door habitatverlies. Het leefgebied wordt aangetast door de aanleg van recreatievoorzieningen zoals vakantiehuisjes aan zee en hotels, waarbij natuurlijk bos wordt verwijderd of versnipperd. Om deze redenen staat deze soort als bedreigd op de Rode Lijst van de IUCN.